# 卡纳克和社会主义民族解放阵线
卡纳克和社会主义民族解放阵线（法語：Front de Libération Nationale Kanak et Socialiste，缩写为FLNKS）是新喀里多尼亞的一个左翼政党联盟。该联盟成立于1984年。该联盟的意识形态是卡纳克民族主义、美拉尼西亚社会主义。该联盟主张新喀里多尼亚脱离法国独立。该联盟的主席是克里斯蒂安·泰因，政治局协调员是阿洛伊西奥·萨科。该联盟的总部位于努美阿。

## 成员
- 喀里多尼亚联盟
- 争取独立民族联盟
  - 卡纳克解放党
  - 美拉尼西亚进步联盟
  - 大洋洲民主联盟
  - 革新喀里多尼亚联盟